# Mariouta
Mariouta é um gênero de dermestídeo da tribo Marioutini; compreende apenas duas espécies, com distribuição na Ásia e na África do Norte.

## Espécies
- Mariouta letourneuxi Pic, 1898
- Mariouta stangei Reitter, 1910